# Offenbach Live à Montreux
 (juin 2020).
Si vous disposez d'ouvrages ou d'articles de référence ou si vous connaissez des sites web de qualité traitant du thème abordé ici, merci de compléter l'article en donnant les références utiles à sa vérifiabilité et en les liant à la section « Notes et références ».
 (juin 2020).
Offenbach Live à Montreux est le cinquième album live du groupe rock et blues québécois Offenbach, enregistré le 5 décembre 1980 lors d'un concert en Suisse devant une audience d'une cinquantaine de personnes. 
Il ne fut publié au grand public qu'en 2014. 

## Historique
Alors qu'ils sont en tournée en France en novembre 1980, le batteur Bob Harrison doit être hospitalisé et c'est le batteur Jerry Mercer du groupe rock canadien April Wine qui le remplace. Jerry Mercer est resté avec le groupe jusqu'à la fin de la tournée, développant ainsi une grande amitié avec les membres du groupe. Cet enregistrement est réalisé lors de la toute dernière soirée de la tournée en Suisse, à Montreux devant un public d'environ 50 personnes, le 5 décembre 1980. 

## Contenu
1. Chu un Rocker (4:35)
2. Je L'Sais Ben (5:08)
3. Strange Time (3:12)
4. Rock Bottom (3:38)
5. Je chante comme un coyote (5:35)
6. Deux autres bières (3:28)
7. Promenade sur Mars (4:16)
8. Québec Rock (3:08)
9. Drum Solo (2:37)
10. Whole Lotta Shaking Going On (2:38)
11. Présentation des musiciens (1:02)
12. Câline De Blues

## Musiciens
- Gerry Boulet : Chant, claviers
- Johnny Gravel : Guitares, chœurs
- John McGale : Guitares, chœurs
- Breen Lebœuf : Basse, chant sur Je l'sais ben et Deux autres bières
- Jerry Mercer : Batterie, percussions

## Production
- Shawn Sasyniuk : Éditeur, mastering
- Marcel Côté : Graphique design
- John McGale, Michael Edwards : Photos
- John McGale : Production
- Master : Crosspatch Studio
- Label : Buzz Records – Buzcd7848